# Бадулла (округ)
Бадулла (синг. බදුල්ල පරිපාලන දිස්ත්රික්කය; там. பதுளை மாவட்டம) — один з 25 округів Шрі-Ланки. Входить до складу провінції Ува. Адміністративний центр — місто Бадулла. Площа округу становить 2861 км² .

## Історія
До колоніального періоду Бадулла знаходилась у складі різних королівств, до початку XIX ст. у складі королівства Канді (сучасні території Центральної, Північно-Центральної, Східної провінцій, а також Ува). До XIX ст. вона була ізольованим поселенням, доки британці не почали будувати дороги з Канді до Нувара-Елії.
У 1889 році британцями було закладено ринок «Old Welekade». У 1896 році була утворена провінція Ува, де Бадулла стала її регіональним центром. У Бадуллі й досі існує ряд колоніальних британських будівель. В 1921 році в селі Готувала між двома залізничними станціями Елла і Демодара було побудовано дев'ятиарочний міст висотою понад 30 м. Унікальність цього моста полягала в тому, що його було побудовано цілком з щільних гірських порід, цегли і цементу, без використання сталевих опор, враховуючи ще той факт, що спочатку камінням довелося засипати трясовину. Найцікавіше те, що для того щоб потрапити на станцію поїзд робить на мосту петлю, заходить в тунель і аж потім прямує до станції. У 1924 році було побудовано залізничний вокзал Бадулла. В ті часи Бадулла була одним з провідних районів після Нувара-Елії по вирощуванню чаю, з якої постачали його до Коломбо.

## Населення
Населення округу за даними перепису 2012 року становить 815 405 чоловік. 73,02% населення складають сингали; 18,46% — індійські таміли; 5,48% — ларакалла; 2,68% — ланкійські таміли; 0,17% — малайці; 0,12% — бюргери і 0,07% — інші етнічні групи . 72,58% населення сповідують буддизм; 19,33% — індуїзм; 5,79% — іслам і 1,19% — християнство .
Динаміка чисельності населення:
| 1963   | 1971   | 1981   | 2001   | 2012   |
| ------ | ------ | ------ | ------ | ------ |
| 521845 | 615405 | 640952 | 779983 | 815405 |

## Міста округу

#### Головні міста
- Бадулла
- Бандаравела

#### Інші міста
- Елла
- Гапутале
- Берагала
- Пассара
- Лунугала
- Велімада